# Право на сексуалност
Право на сексуалност обухвата право на изражавање нечије сексуалности и слободу од дискриминације на основу сексуалне оријентације. Конкретно се односи на људска права различитих сексуалних оријентација, рачунајући лезбијке, гејеве, бисексуалце и трансродна лица (ЛГБТ) и заштиту тих права, мада се подједнако примењује и на хетеросексуалност. Право на сексуалност и слободу од дискриминације на основу сексуалне оријентације темељи се на универзалности људских права и неотуђивој природи права која припадају сваком људском бићу.
У међународном закону о људским правима нема изричитог права на сексуалност. Међутим, оно се помиње у великом броју споразума и конвенција о људским правима, као што су: Универзална декларација о људским правима, Међународни пакт о грађанским и политичким правима и Међународни пакт о економским, социјалним и културним правима.